# Chavin de Huantar
O sítio arqueológico Chavin de Huantar recebe o seu nome da cultura Chavin, um povo que se desenvolveu nas margens do Rio Mosna, na serra norte do Peru entre 1500 a.C a 300 a.C.
A cultura Chavin foi um centro cerimonial e de peregrinação do mundo andino, tornando-se um centro de convergência e disseminação ideológica, cultural e religiosa. Assim Chavin é um local que representa uma expressão  importante das artes e técnicas decorativas de seu tempo, com uma criação arquitetônica, tecnológica e simbólica, caracterizada por edifícios de pedra extraída revestida e terraços artificiais ao redor das praças, contendo um sistema interno de galerias com uma intrincada rede de aberturas e drenos sem precedentes na América do Sul.
Hoje em dia considerado Patrimônio Histórico da UNESCO desde 1985, o sítio arqueológico tem os limites da propriedade  inscritos em 17,79 hectares de terra, devidamente protegidos por leis nacionais e sobre a responsabilidade do Ministério da Cultura em nome do Governo peruano.

## Histórico
As investigações no sitio foram iniciadas por Julio Cesar Tello Rojos em 1919. Chavin foi um centro cerimonial e de peregrinação do mundo religioso andino e acolheu pessoas de diferentes lugares e línguas, tornando-se um importantíssimo centro de convergência e difusão ideológica, cultural e religiosa em torno de um culto espalhado por um vasto território dos Andes como as costas norte, central, sul, o planalto do norte e a selva alta do Peru. A decadência de Chavín esta mais relacionada com o estancamento do desenvolvimento, ou seja, ocorreu um esgotamento como cultura, sendo superada por outras mais recentes, que a sobrepujaram.

## Estrutura
As inscrições no sitio contêm todos os elementos, características e valores chave estruturais e simbólicos do conjunto arquitetônico e da sua evolução histórica que transmitem o seu Valor Universal Excepcional. Embora ele tenha sido historicamente afetado por fenômenos naturais e antropogênicos, ainda se preserva a totalidade do conjunto formado pelos edifícios, plataformas e praças, a planimetria, seu projeto arquitetônico, as formas e materiais originais de suas diferentes etapas de construção; estruturas, galerias, praças e espaços arquitetônicos ainda guardam elementos e características originais, incluindo iconografia, revelando seu uso e função originais.

## Coleções

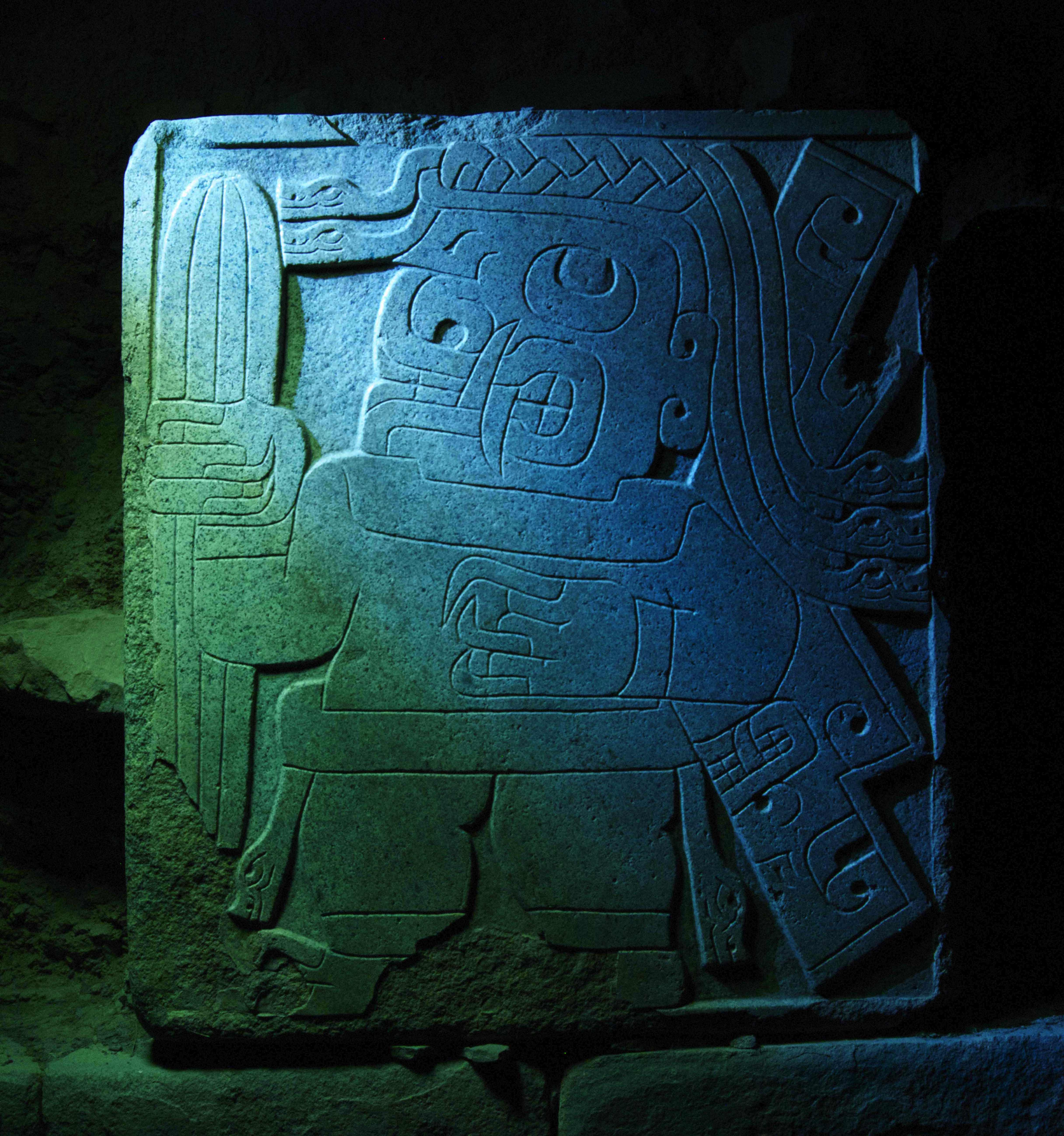
Cactos São Pedro

Objetos como "lanzón de chavín" se encontram dentro do território Chavin, um complexo constituído de 35 galerias subterrâneas descobertas até o momento, mas estima-se que ainda há locais desconhecidos para desenterrar. As galerias foram construídas em período diferentes, ao construir novos lugares com inovações  tanto arquitetônicas como decorativas, os antigos paravam de ser utilizados.
É importante também citar que as galerias serviam para diferentes objetivos, com foco religioso muitas dessas construções eram sepulturas ou templos. Há também objetos retirados do sítio arqueológico ,para compor acervos de museus um exemplo é ”Estela Raimondi” que se encontra no Museu Nacional de Arqueologia ,Antropologia e História do Peru .

## Informação de visitação
O Museu Nacional de Chavin é situado na Av. 17 de Enero, Prolongación Norte s/n, Chavin de Huantar, Peru, funcionando de terça a domingo, das 9h às 16h.
A instituição cobra uma tarifa de visitação que corresponde a 10$ soles peruanos para adultos, 5$ para estudantes de educação superior e 2$ para estudantes em idade escolar.

## Pesquisas
Atualmente o sítio arqueológico de Chavin Huantar é uma referência para estudos de populações da era pré-inca. A partir de novas tecnologias,em 2018,com robôs equipados por câmeras foi possível descobrir sepulturas fechadas desde a época da ocupação do povo Chavin.
Essa pesquisa foi feita Universidade de Standford e dirigida pelo arqueólogo americano John W. Rick, o estudioso apresenta uma hipótese de que o adulto encontrado teria sido sacrificado como parte do ritual de fechamento da galeria.

## Missões e objetivos
Conforme explicitado em um dos primeiros murais de informação dispostos no museu, sua missão pode ser afirmada conforme seguinte:
“O Museu Nacional de Chavin é um projeto cujo objetivo é contribuir para a conservação do Sítio Arqueológico de Chavin, e assim aprofundar o conhecimento e interesses pela cultura Chavin.”
A execução do museu ocorreu em duas etapas: a primeira consistia no desenho e projeções e a segunda contemplou a museografia e a construção do Centro Internacional de Investigação, Conservação e Restauração (CIICR) órgão do Ministério da Cultura responsável pelo desenvolvimento da investigação científica para o estudo, conservação e valorização do monumento Chavín de Huántar e do acervo do Museu Nacional Chavín. Atuando juntamente ao museu, segue-se a visão desse órgão:
“O CIICR pretende ser o primeiro centro de investigação científica do património arqueológico peruano, com a presença de uma equipa multidisciplinar do Peru e do mundo, proporcionando contribuições para colmatar lacunas no conhecimento científico e tecnológico do património cultural, particularmente Chavín de Huantar, e ajudando a superar a pobreza em seu entorno.”

## Projetos socioculturais
A estrutura do Museu Nacional Chavin oferece infraestrutura para além das atividades museológicas como biblioteca, realização de oficinas com atividades educacionais para crianças e idosos bem como outras atividades culturais como feiras do livro e teatro.
1. 1 2 3 4 5 6 7 8 9 10 11 12  Centre, UNESCO World Heritage. «Chavin (Archaeological Site)». UNESCO World Heritage Centre (em inglês). Consultado em 28 de novembro de 2023
2. ↑  Samorini, Giorgio (1 de junho de 2019). «The oldest archeological data evidencing the relationship of Homo sapiens with psychoactive plants: A worldwide overview». Journal of Psychedelic Studies (em inglês) (2): 63–80. doi:10.1556/2054.2019.008. Consultado em 27 de dezembro de 2023
3. 1 2 3  «Museo Nacional Chavín | Museos». museos.cultura.pe. Consultado em 28 de novembro de 2023
4. ↑  «Museo Nacional Chavín - Visita Virtual». visitavirtual.cultura.pe. Consultado em 28 de novembro de 2023
5. 1 2  «Centro Internacional de Investigación, Conservación y Restauración de Chavín». Wikipedia, la enciclopedia libre (em espanhol). 31 de outubro de 2023. Consultado em 28 de novembro de 2023